# SM UB-3
SM UB-3 – niemiecki okręt podwodny typu UB I zbudowany w stoczni Friedrich Krupp Germaniawerft w Kilonii w latach 1914-1915. 

## Budowa
SM UB-3 należał do typu UB-I. Był małym jednokadłubowym okrętem przeznaczonymi do działań przybrzeżnych, o prostej konstrukcji, długości 28,1 metrów, wyporności w zanurzeniu 142 tony, zasięgu 1650 Mm przy prędkości 5 węzłów na powierzchni oraz 45 Mm przy prędkości 4 węzły w zanurzeniu.
Wymogiem przy projektowaniu tych okrętów była możliwość transportu koleją, dzięki temu część z nich została przetransportowana nad Adriatyk, gdzie operowały z baz austriackich. UB-3 został więc po wybudowaniu rozebrany na części i przewieziony koleją do Puli, gdzie wodowany 5 marca 1915 roku, wszedł do służby w Cesarskiej Marynarce Wojennej 1 maja 1915 roku we Flotylli Pola (Deutsche U-Halbflotille Pola).
Pierwszym dowódcą został Siegfried Schmidt. UB-3 w czacie pierwszego i jedynego patrolu po Morzu Egejskim, który odbył w maju 1915 roku, nie odniósł żadnych sukcesów.
25 maja 1915 roku zaginął na Morzu Egejskim, jego los nie jest znany do dziś. Wszyscy członkowie załogi zaginęli.